# Kaplica św. Proroka Eliasza w Socach
Kaplica pod wezwaniem św. Proroka Eliasza – zabytkowa prawosławna kaplica filialna (tzw. czasownia) w Socach. Należy do parafii Opieki Matki Bożej w Puchłach, w dekanacie Narew diecezji warszawsko-bielskiej Polskiego Autokefalicznego Kościoła Prawosławnego.
Kaplicę wzniesiono najprawdopodobniej na początku XX w. głównie ze względu na potrzebę przechowywania ikon i cerkiewnych chorągwi niezbędnych do celebrowania lokalnych uroczystości obrzędowych takich jak wiejskie procesje czy święcenia pól. Częściowo zachowany unicki charakter wnętrza świątyni wskazuje na fakt, że kaplica w Socach mogła istnieć jeszcze w I połowie XIX wieku. W 1990 dokonano jej gruntownej przebudowy, co pozwoliło na odprawianie w niej nabożeństw.

## Architektura
Budowla drewniana, salowa, orientowana z apsydą zamkniętą trójbocznie. Od frontu niewielka kruchta. Dachy blaszane, jednokalenicowe. Nad tylną częścią kaplicy kopułka z sześcioramiennym krzyżem.
W 2010 dokonano wymiany stolarki okiennej świątyni, zaś w 2013 poddano renowacji kruchtę.

## Wnętrze
Obiekt posiada szczególną wartość z uwagi na zachowane w nim unikatowe, choć skromne, wyposażenie, na które składają się m.in. niespotykane w prawosławiu dwa drewniane krucyfiksy – jeden pochodzący najprawdopodobniej jeszcze z okresu unickiego (XVIII – I połowa XIX w.), autorstwo drugiego zaś przypisuje się rzeźbiarzowi samoukowi Jankowi Kuleszy (☦1935) z Soc. Ponadto w kaplicy zachowały się XIX-wieczne ikony oraz neounickie oleodruki z okresu międzywojnia z widocznymi silnymi wpływami łacińskiego malarstwa religijnego.

## Inne
Uroczyste nabożeństwa w kaplicy celebrowane są w dniu jak i w przeddzień święta jej niebiańskiego patrona św. Proroka Eliasza (2 sierpnia według kalendarza juliańskiego), kiedy w Socach odbywa się podniosła procesja (obchód wsi). Święte Liturgie sprawowane są tutaj także w trzeci dzień po Wielkanocy i Bożym Narodzeniu oraz w dniu święta Świętych Kosmy i Damiana. Latem, tuż po nabożeństwie w cerkwi parafialnej w Puchłach, w kaplicy w Socach odprawiane są akatysty i molebny.

## Galeria zdjęć

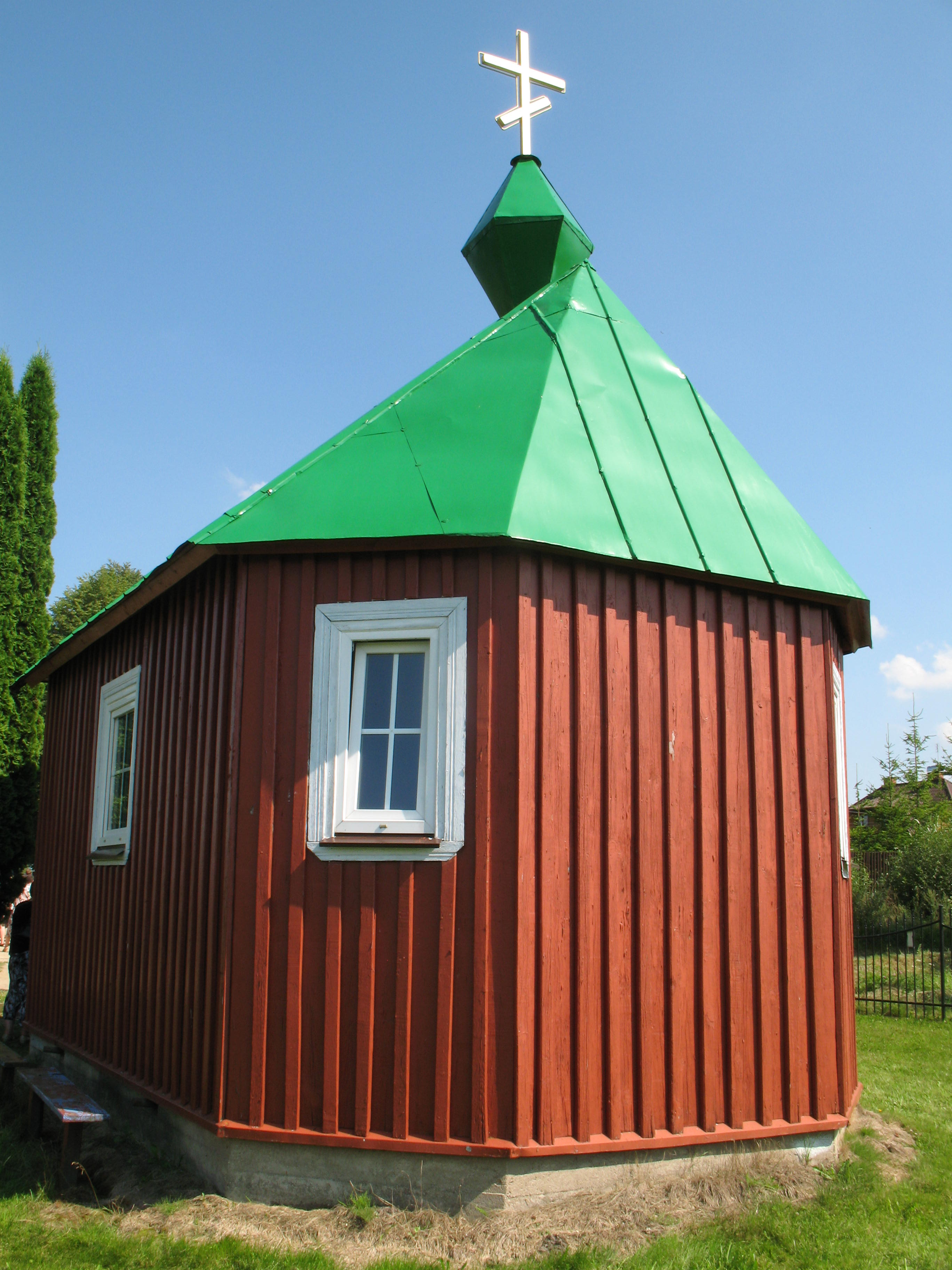
Apsyda świątyni
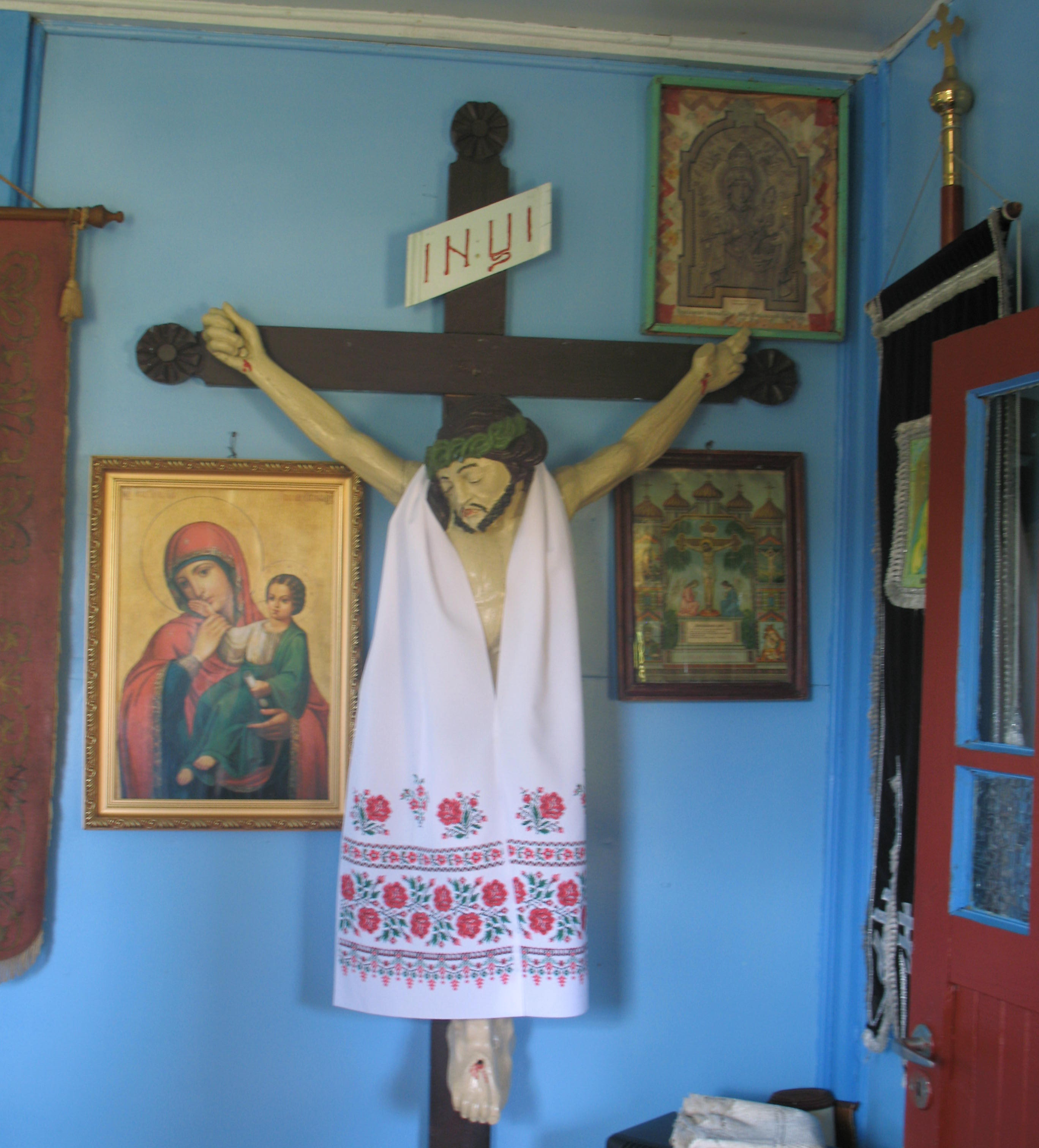
Krucyfiks, w miejscowej gwarze raspiatije dłuta ludowego rzeźbiarza-samouka Janka Kuleszy z końca XIX w.
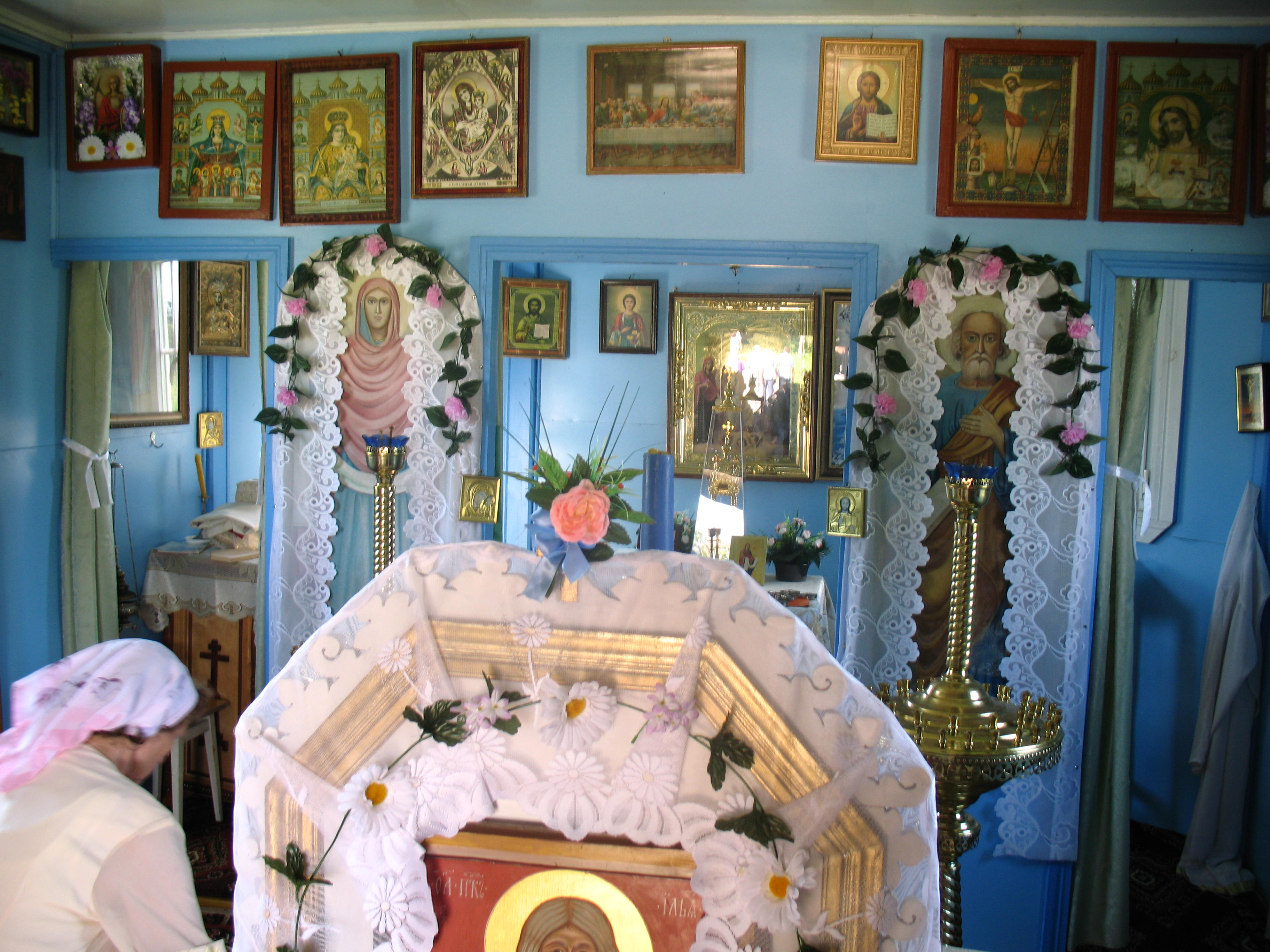
Ikonostas kaplicy
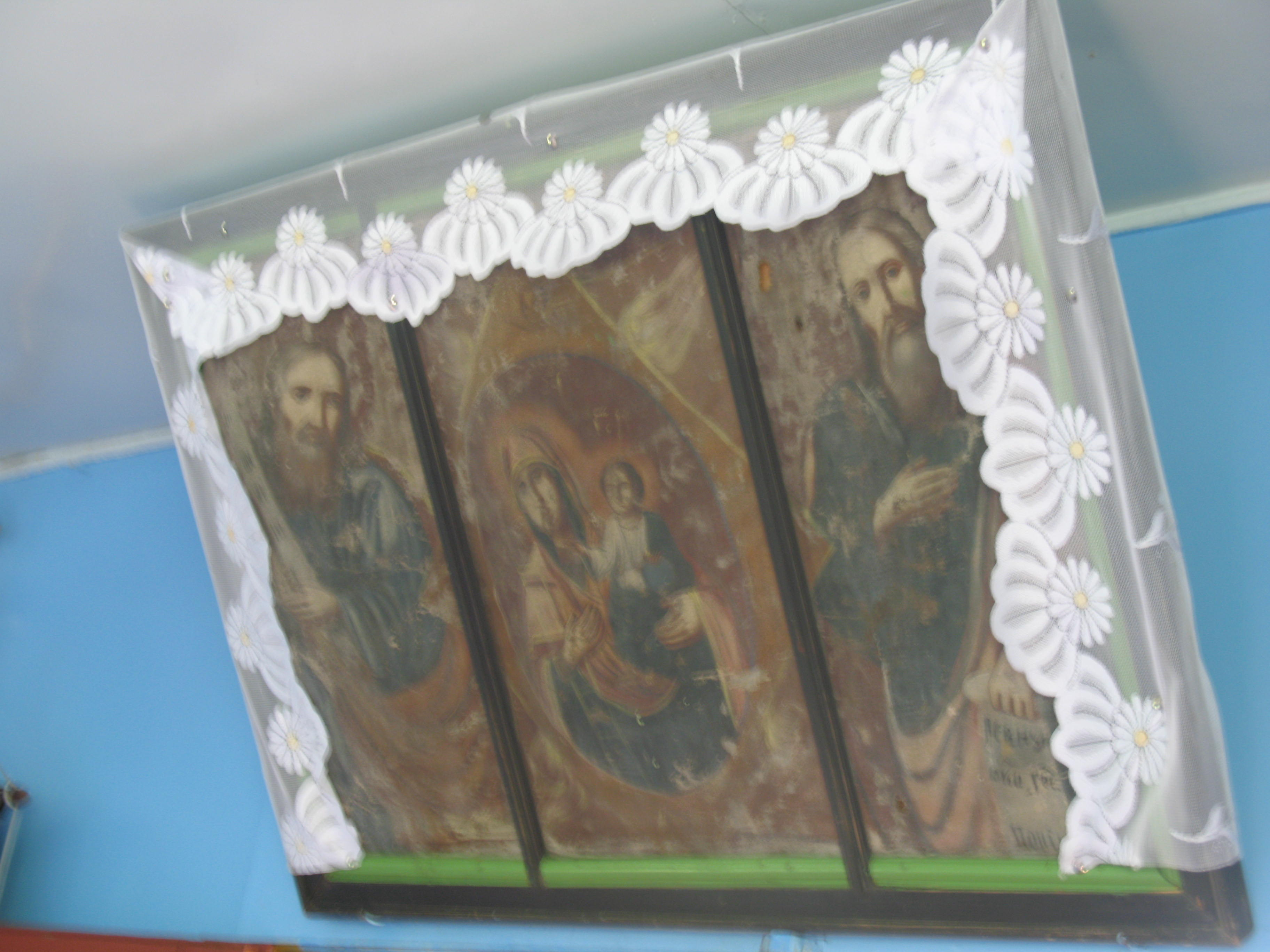
Zabytkowe ikony w kaplicy
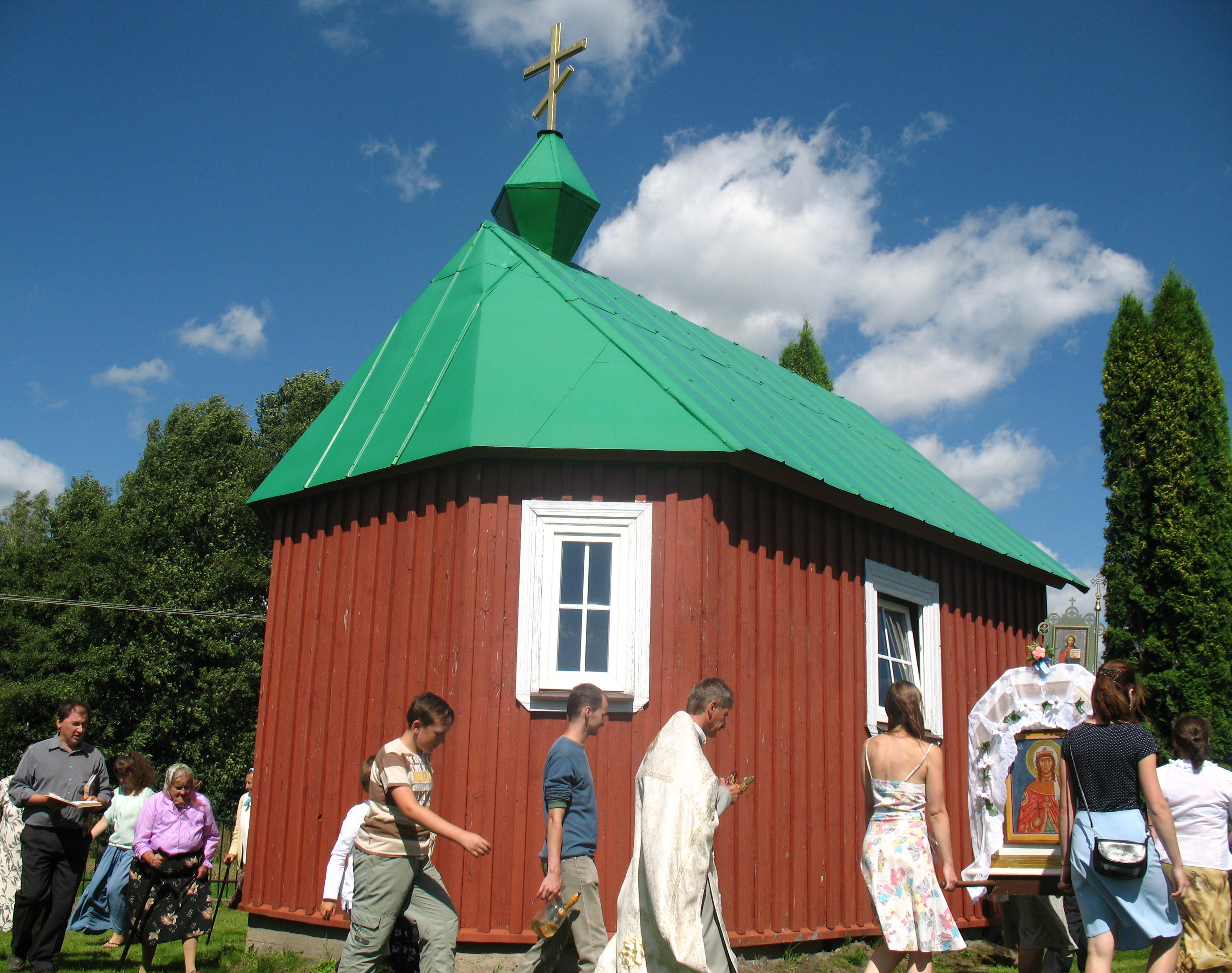
Procesja wokół kaplicy podczas święta patronalnego